# Dederiyehgrot
De Dederiyehgrot (Koerdisch: Şkefta Duderî) is een middenpaleolithische site in het Afrin-dal in Syrië, 60 m boven de Wadi Dederiyeh. Op de site werden de overblijfselen van ten minste 17 neanderthalers gevonden. Op basis van een van de daar gevonden kinderskeletten kon aangetoond worden dat neanderthalerkinderen een vergelijkbaar lange jeugd hadden als de moderne mens. Voorheen werd aangenomen dat deze korter was, vergelijkbaar met die van mensapen.

## Vondst en datering
De grot werd in 1987 ontdekt en sindsdien uitgegraven. De ingang is 15 m breed en 8 m hoog, terwijl de grot 60 m diep en tot 40 m breed is. Een soort brede schacht in het achterste deel van de grot leverde de vroege inwoners voldoende daglicht. 
In het binnenste deel van de grot kon men 15 bewoningslagen met een totale dikte van 3 m onderscheiden. Deze kunnen worden onderverdeeld in vier hoofdgroepen, die  alle vier met laag B van de Israëlische Tabungrot correleerden. Deze werden aan het laat-middenpaleolithische Levantijns Moustérien toegewezen. In lagen 11, 6 en 3 werden brandkuilen gevonden.
Het gebied dichter bij de ingang toonde een veel langdurigere bewoning, vanaf het einde van het vroegpaleolithicum tot het einde van het epipaleolithicum. In de diepste lagen werden Yabrudian-assemblages gevonden. De bovenste lagen tonen een noordelijke variëteit van het Natufien, meestal gezien als een Zuid-Levantijnse cultuur (15.000 - 11.000 BP). 
De laat-epipaleolithische lagen tonen een reeks semi-circulaire en semi-ondergrondse constructies, waaronder een rechte wand tegenover de hoofdingang en een gebogen muur.

## Menselijke resten
Op 23 augustus 1993 ontdekte een team onder leiding van archeoloog Takeru Akazawa in laag 11 een eerste kinderskelet, Dederiyeh-1, van meer dan 50.000 jaar oud. Het bestond uit ongeveer 200 botdelen. De vindplaats was een ronde kuil met een diameter van 2,5 m en 1,5 m diepte en een vlakke bodem. Naast het skelet vond men een groot aantal  aantallen sterk afgesleten en gebroken vuurstenen werktuigen met middenpaleolithische kenmerken. 
Tijdens de graafcampagne van de jaren 1997 en 1998 werd een tweede kinderskelet ontdekt in laag 3 van de noordelijke sectie, Dederiyeh-2. Beide kinderen toonden tekenen van rituele begrafenis. In 2000 volgde de blootstelling van skeletdelen van 15 andere individuen.
Dederiyeh-2 was eveneens omgeven door vuurstenen en botfragmenten. De overblijfselen van het kind waren echter minder goed bewaard. Ook mat de grafkuil slechts 70 bij 50 cm, en was slechts 25 cm diep. In de put bevonden zich 14 voor het Moustérien typische vuurstenen, daarbij meer dan 100 afslagresten en een aantal dierlijke botten, waaronder een groot fragment van een schildpad. De plaats werd geïnterpreteerd als een begraafplaats, die echter later werd verstoord, mogelijk door de werking van water en de activiteit van dieren. De botten waren daarom niet langer in hun oorspronkelijk verband. Ze konden wel allemaal aan één persoon worden toegewezen, omdat ze allemaal tot dezelfde ontwikkelingsfase behoorden en geen bot dubbel was. 
Naast de traditionele morfologische analyse en classificatie probeerde men het skelet van Dederiyeh-1 zo ver mogelijk te herstellen, de fragiele botten te beveiligen, en  de bewegingswijze en groeicurve van het kind te rekonstrueren. Een grootte van het kind van ongeveer 80 cm werd vastgesteld. De leeftijd kon op basis van de melktanden worden bepaald op ongeveer twee jaar. Op die leeftijd waren de seksuele kenmerken van het skelet nog niet voldoende ontwikkeld om te kunnen bepalen of het een meisje of een jongen was. In vergelijking met moderne kinderen was het hoofd groter, evenals de botten in het algemeen. Terwijl het neusbeen erg lang was, stak de kin nauwelijks uit. Het bekken was nog niet samengegroeid; darmbeen, schaambeen en zitbeen waren dus nog gescheiden, waarbij het schaambeen relatief groot was. De gezichtsbeenderen ontbraken maar konden worden gereconstrueerd op basis  op basis van de gezichtsbeenderen van Dederiyeh-2, eveneens een tweejarig kind. 

## Dierlijke resten
Meer dan 70% van de gevonden dierlijke botten kwam van geiten en schapen. De wilde bezoargeit en argali waren in laag 11 met meer dan 80% van de botten vertegenwoordigd. In laag 3 was hun aandeel nog maar ongeveer de helft, terwijl edelhert, Mesopotamisch damhert, wild zwijn en oeros nu sterk aanwezig waren. Dit zijn soorten met een voorkeur voor een vochtig en gematigd klimaat. In overeenstemming met dit klimaat waren de dalen bebost, waarbij de aanwezigheid in laag 3 van netelbomen en een groot aantal vuurplaatsen paste.
In het algemeen konden vier fasen worden onderscheiden. In laag 15 tot 12 domineerden zeer droge gebieden bewonende hoefdieren. Dit zette zich voort in de lagen 11 tot 7, met een aandeel wilde geiten en dergelijke van ongeveer 80%, maar het aandeel van steppe- en meer gematigde zones bewonende dieren nam toe.
In de lagen 6 tot 3 nam het aandeel dieren van de gematigde zones sterk toe, zodat hertachtigen ongeveer 30% van de dieren vertegenwoordigen. Ook oerossen verschenen. In de lagen 1 en 2 overheersten ten slotte de bosbewoners. Het kan daarom worden geconcludeerd dat het klimaat in vier fasen veranderde, namelijk van een zeer droge steppe waarin vooral wilde geiten werden gejaagd naar een al minder droge omgeving waarin ook gazelles verschenen. Na deze droge fasen volgden twee vochtigere met edelherten en  damherten, en uiteindelijk een natte fase met bosbewoners zoals het wilde zwijn.
Het kleine aantal botten van roofdieren, namelijk slechts 0,3%, geeft aan dat de dieren door mensen in de grot werden gebracht. In deze richting wijst ook dat slechts een enkel bot, dat van een oeros, knaagsporen vertoond, maar anderzijds talloze botten snijsporen en tekenen van slaginwerkingen vertonen. 20,9% van de botten toont sporen van vuur. De samenstelling van de buit laat zien dat de bewoners jaagden, maar bij gelegenheid ook aas niet versmaadden, zoals de aanwezigheid van botten van grote dieren als neushoorns en oerossen aan lijkt te tonen.